# Anne Fine
Anne Fine, född 7 december 1947 i Leicester, är en brittisk författare mest känd för sina ungdomsromaner, av vilka hon skrivit mer än 50. Hon har även skrivit för vuxna.  
Fine studerade politik vid University of Warwick. Hon bor för närvarande i County Durham, England. Hon har varit gift med filosofen Kit Fine.
Bland hennes ungdomsböcker kan nämnas The Tulip Touch och Goggle-Eyes, vilken har filmatiserats för TV av Deborah Moggach för BBC. Twentieth Century Fox filmatiserade hennes satiriska roman Alias Madame Doubtfire som Välkommen Mrs. Doubtfire, med Robin Williams i huvudrollen. Bland hennes barnböcker kan nämnas Bill's New Frock och How to Write Really Badly. Hennes verk har översatts till 27 språk.

### Ungdomsböcker
- The Summer House Loon (1978)
- The Other Darker Ned (1979)
- The Stone Menagerie (1980)
- Round Behind the Ice-house (1981)
- The granny Project (1983)
- Madame Doubtfire (amerikansk titel: Alias Madame Doubtfire) (1987), på svenska Madame Doubtfire alias pappa 1991, ny utgåva 1994 som Välkommen Mrs. Doubtfire
- Goggle-Eyes (1989)
- The Book of the Banshee (1991)
- Flour Babies (1992)
- Step by Wicked Step (1995)
- The Tulip Touch (1996)
- Very Different (2001) (novellsamling)
- Up on Cloud Nine (2002)
- Anne Fine: A Shame to Miss 3 (2002) (diktantologi, i urval av Anne Fine)
- On the Summerhouse Steps (2006) (Uppdaterad version av The Summer House Loon och The Other Darker Ne])
- The Road of Bones (2006)

### Barnböcker
- Anneli the Art Hater (2008)
- A Pack of Liars (1988)
- Crummy Mummy and Me (1988)
- A Sudden Puff of Glittering Smoke (1989)
- A Sudden Swirl of Icy Wind (1990)
- A Sudden Glow of Gold (1991)
- Genie, Genie, Genie (2004) (de tre böckerna ovan utgivna i en volym)
- The Country Pancake (1989)
- Bill's New Frock (1989)
- The Chicken Gave It To Me (1992)
- The Angel of Nitshill Road (1993)
- How To Write Really Badly (1996)
- Loudmouth Louis (1998)
- Charm School (1999)
- Telling Tales (Interview/Autobiography) (1999)
- Bad Dreams (2000)
- A Shame to Miss 2 (2002) (diktantologi, i urval av Anne Fine)
- The More the Merrier (amerikansk titel: The True Story of Christmas) (2003)
- Frozen Billy (2004)
- Ivan the Terrible (2007)

### Böcker för yngre barn
- Scaredy-Cat (1985)
- Stranger Danger? (1989)
- Only A Show (1990)
- The Worst Child I Ever Had (1991)
- Design A Pram (1991)
- The Same Old Story Every Year (1992)
- The Haunting of Pip Parker (1992), på svenska Det spökar hos Pip Parker 1997
- Press Play (1994)
- The Diary of a Killer Cat (1994), på svenska En mördarkatts dagbok 2014
- Care of Henry (1996)
- Jennifer's Diary (1996)
- Countdown (1996)
- Roll Over Roly (1999)
- Notso Hotso (2001)
- The Jamie and Angus Stories (2002)
- Anne Fine: A Shame to Miss 1 (2002) (diktantologi, i urval av Anne Fine)
- How to cross the road and not turn into a Pizza (2002)
- The Return of the Killer Cat (2003)
- Nag Club (2004)
- It moved! (2006)

### Bilderböcker
- Poor Monty (1991)
- Ruggles (2001), på svenska Lurvis 2001

## Böcker för vuxna
- The Killjoy (1986), på svenska Giftormen 1989
- In Cold Domain (1994)
- Taking the Devil's Advice (1990), på svenska Den som lyssnar på djävulen 1992
- Telling Liddy (1998)
- All Bones and Lies (2001)
- Raking the Ashes (2005)

## Priser och utmärkelser
- Carnegie Medal 1989 för Goggle-Eyes
- Carnegie Medal 1992 för Flour Babies